# Lamprolepida chrysochroa
Lamprolepida chrysochroa är en fjärilsart som beskrevs av Felder 1874. Lamprolepida chrysochroa ingår i släktet Lamprolepida och familjen snigelspinnare. Inga underarter finns listade i Catalogue of Life.